# Beaussais-Vitré
Beaussais-Vitré ist eine französische Gemeinde mit 938 Einwohnern (Stand: 1. Januar 2022) im Département Deux-Sèvres in der Region Nouvelle-Aquitaine. Sie gehört zum Arrondissement Niort und ist Mitglied im Gemeindeverband Communauté de communes Mellois en Poitou. Die Bewohner werden Beaussais-Vitréens und Beaussais-Vitréennes genannt.
Die Gemeinde entstand mit Wirkung vom 1. Januar 2013 als Commune nouvelle durch Zusammenlegung der bis dahin selbstständigen Gemeinden Beaussais und Vitré, die fortan den Status als Commune déléguée besitzen. Der Verwaltungssitz befindet sich in Beaussais.

## Gemeindegliederung
| Commune déléguée            | Ehemaliger INSEE-Code | PLZ   | Fläche (km²) | Einwohnerzahl (2019) |
| --------------------------- | --------------------- | ----- | ------------ | -------------------- |
| Beaussais (Verwaltungssitz) | 79030                 | 79370 | 15,75        | 439                  |
| Vitré                       | 79353                 | 79370 | 09,87        | 534                  |

## Geografie

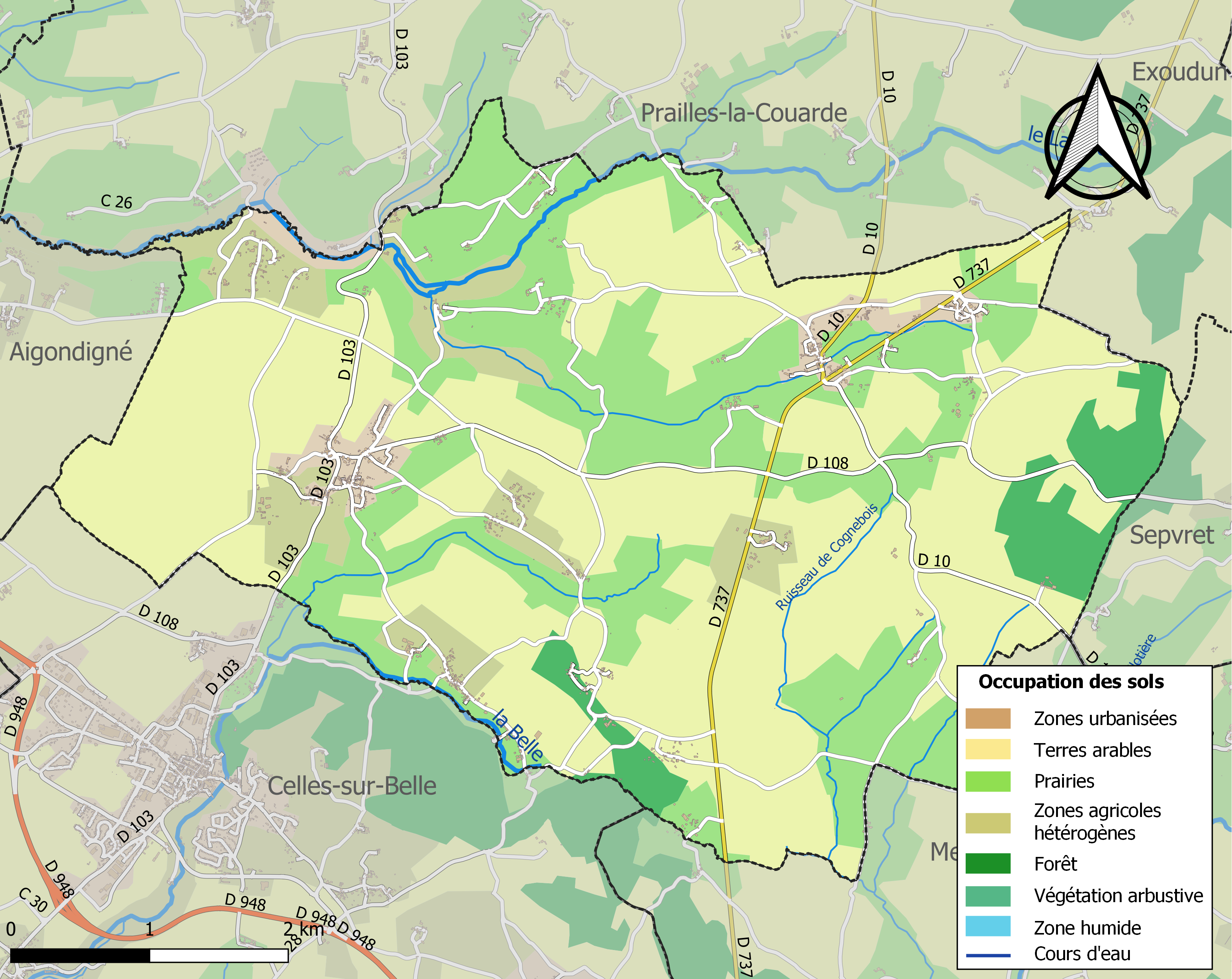
Bodennutzung, Hydrografie und Infrastruktur der Gemeinde (2018)

Beaussais-Vitré liegt etwa 24 Kilometer ostsüdöstlich von Niort und etwa 50 Kilometer südwestlich von Poitiers in der Région naturelle des Mellois in der historischen Provinz des Poitou. Der Norden des Gemeindegebiets befindet sich im Einzugsgebiet der Sèvre Niortaise, der Süden im Einzugsgebiet der Charente. Das Gebiet wird entwässert im nördlichen Teil vom Lambon, im südlichen Teil von der Belle und vom Ruisseau de Cognebois, Zuflüsse der Boutonne.
Der Ort befindet sich in einer Landschaft mit sanften Hügeln mit etwas höheren Erhebungen im östlichen Teil als im Westen. Höhen über 180 m befinden sich im Osten an der Grenze zur Nachbargemeinde Sepvret. Das Ortszentrum liegt auf etwa 145 m.
Rund 92 % der Fläche der Gemeinde werden landwirtschaftlich, hauptsächlich als Kulturboden genutzt, rund 5 % sind bewaldet, der Anteil bebauter Flächen beträgt rund 3 %, auf künstlich angelegte, nicht landwirtschaftliche Grünflächen entfällt rund 1 % (Stand: 2018).
Umgeben wird Beaussais-Vitré von fünf Nachbargemeinden:

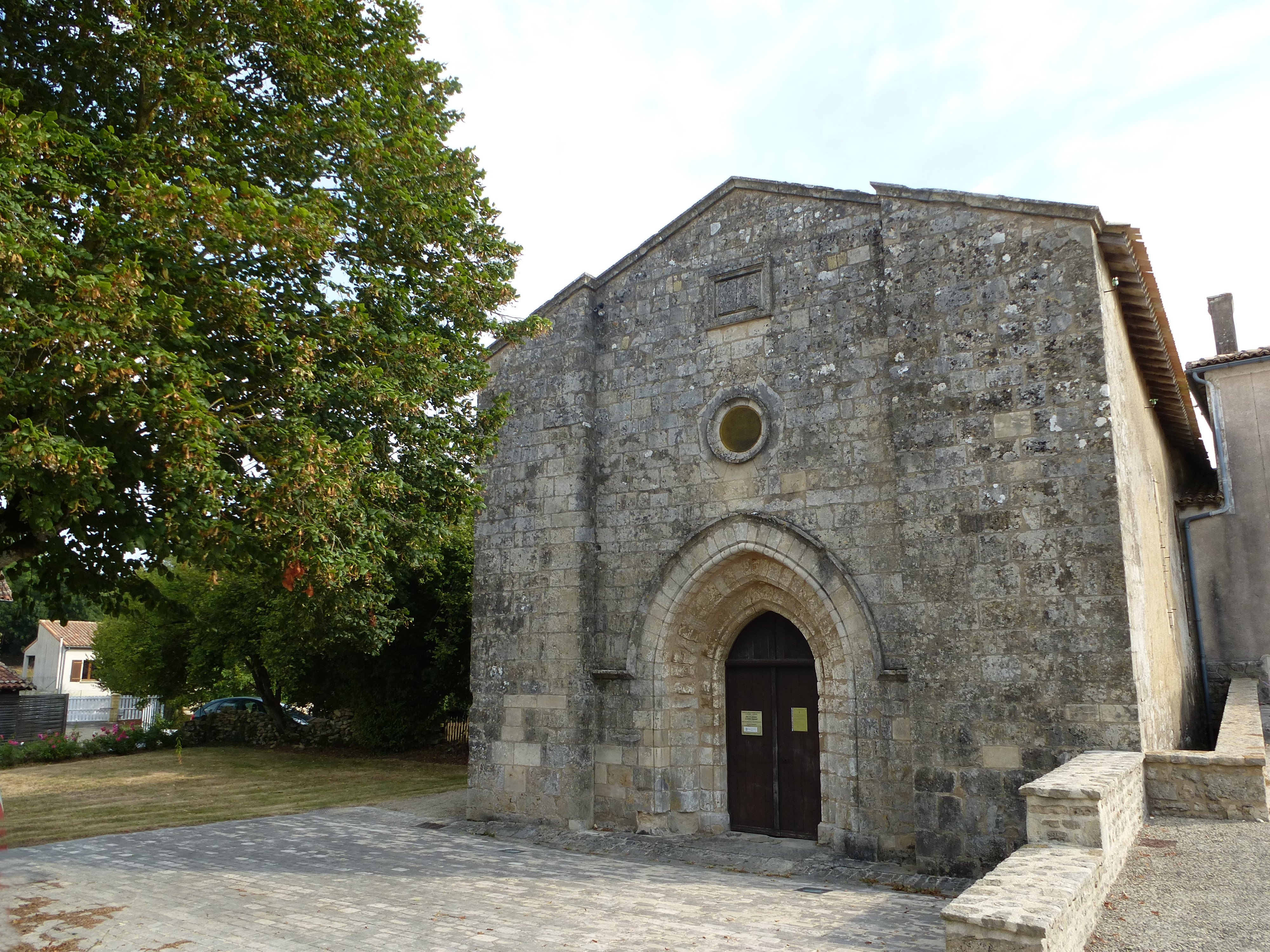
protestantische Kirche

|                  | Prailles-La Couarde                         |         |
| Aigondigné       | Kompassrose, die auf Nachbargemeinden zeigt | Sepvret |
| Celles-sur-Belle |                                             | Melle   |

## Sehenswürdigkeiten
- Ehemalige romanische Pfarrkirche Saint-Paul aus dem 12. Jahrhundert in Beaussais, protestantische Kirche seit der Französischen Revolution, Apsis und Chor aus dem 12. Jahrhundert seit 1911 als Monument historique klassifiziert.

## Bildung
Die Gemeinde verfügt über zwei öffentliche Vor- und Grundschulen (Écoles primaires).

## Wirtschaft
Beaussais-Vitré liegt in den Zonen AOC sowie IGP
- der Buttersorten
  - Beurre Charentes-Poitou,
  - Beurre des Charentes und
  - Beurre des Deux Sèvres,
- des Lammfleischs Agneau du Poitou-Charentes,
- der Weine der Appellationen Deux-Sèvres blanc, rosé und rouge,
- der Geflügel Volailles du Val de Sèvres und
- des Bayonne-Schinken.[4]

## Verkehr
Beaussais-Vitré liegt relativ fernab größerer Verkehrsachsen. Die zur Departementsstraße D 737 herabgestufte ehemalige Route nationale 737 von Nanteuil nach Melle durchquert Beaussais. Die Departementsstraße D 10 führt nördlich von Beaussais nach Saint-Maixent-l’École. Nachgeordnete Departementsstraßen und lokale Landstraßen verbinden die Orte und Weiler der Gemeinde untereinander und mit den Nachbargemeinden.